# The Lunch Date
The Lunch Date é um filme de drama em curta-metragem estadunidense de 1990 dirigido e escrito por Adam Davidson. Venceu o Oscar de melhor curta-metragem em live action na edição de 1991.

## Elenco
- Paul Sarnoff
- Scotty Bloch
- Clebert Ford